# Ermanno Giglio-Tos

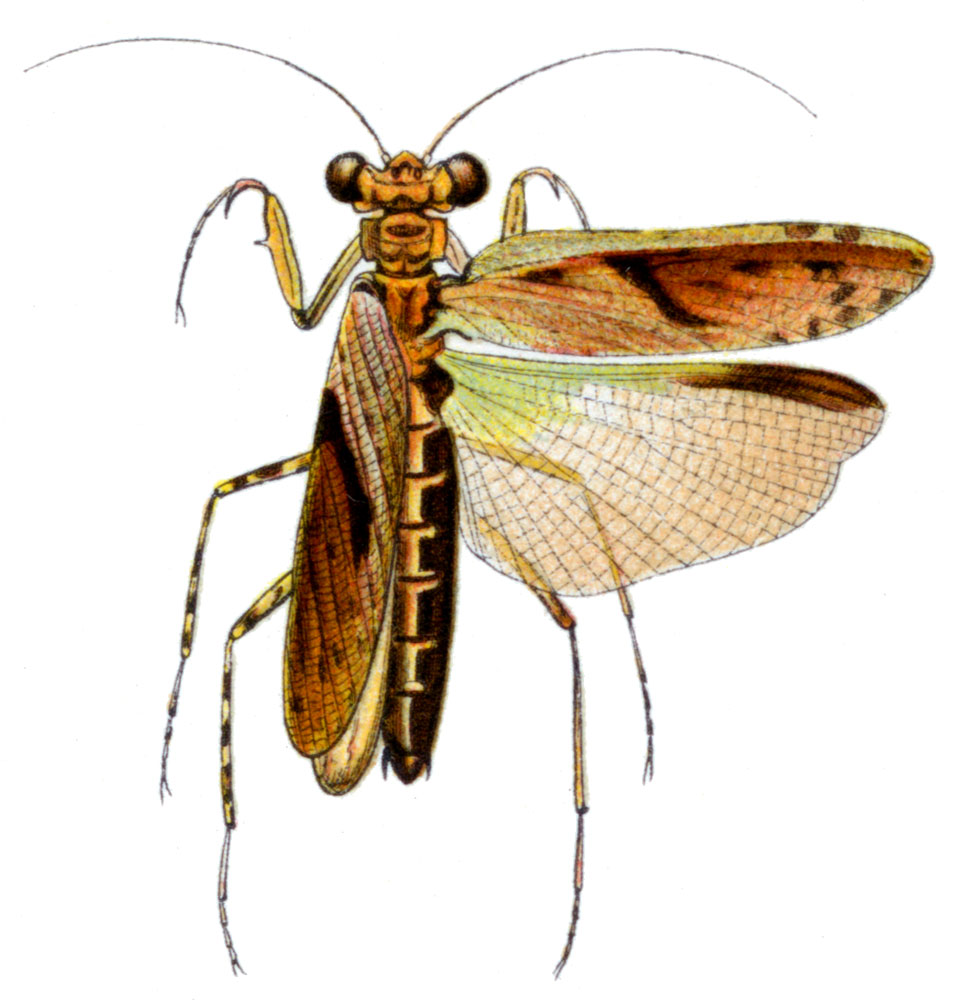
Disegno della mantide Amorphoscelis elegans tratto dallo specifico fascicolo scritto da Giglio-Tos per il volume di Wytsman sui Genera insectorum (op. cit.).

Ermanno Giglio-Tos (Chiaverano, 25 agosto 1865 – Torino, 18 agosto 1926) è stato un biologo ed entomologo italiano.

## Biografia
Dopo il liceo a Ivrea e la laurea in scienze naturali all'Università degli Studi di Torino (1889), fu assistente prima di Michele Lessona al Museo di zoologia e poi di Lorenzo Camerano a quello di anatomia comparata, sempre a Torino. Nel 1902 fu nominato professore ordinario di zoologia, anatomia e fisiologia comparate all'Università degli Studi di Cagliari. Insegnò anche alle università di Firenze, Pavia e ancora a Cagliari finché nel 1925 divenne titolare della cattedra di zoologia a Torino e direttore del Museo zoologico. Compì studi specialistici su Diptera, Mantodea, Phasmatodea, Orthoptera e Blattodea (le sue collezioni sono custodite al Museo torinese di scienze naturali), ma fu soprattutto un teorico del cosiddetto "materialismo biologico" in opposizione alle teorie "distruttive" del darwinismo.

## Opere (parziale)
- Ditteri del Messico, Torino, Carlo Clausen, 1892-1895 (in 4 volumi).
- Les problèmes de la vie. Essai d'une interprétation scientifique des phénomènes vitaux, Torino, Pierre Gerbone, 1900-1910 (in 4 volumi).
- Tra le farfalle. Guida alla conoscenza ed alla determinazione dei principali macrolepidotteri nostrani, ad uso dei principianti e dilettanti, Torino, Carlo Clausen, 1906.
- Biologica, rivista di biologia, 1908-1909.
- "Orthoptera, fam. Mantidae, subfam. Eremiaphilinae" e "Orthoptera, fam. Mantidae, subfam. Perlamantinae", in Philogène Auguste Galilée Wytsman (a cura di), Genera insectorum, Bruxelles, Verteneuil e Desmet, 1913.
- Gli uccelli d'Italia. Manuale pratico per la determinazione delle specie italiane di uccelli con nozioni per la preparazione delle pelli, Torino, Antonio Musso, 1918.